# Ngetbong
Ngetbong (auch: Galuokkur, Garuokkuru, Ngatbong) ist ein Ort im administrativen Staat Ngardmau auf der Insel Babeldaob in Palau.

## Geographie
Der Ort ist die südlichste Siedlung der Orte von Ngardmau am Fluss Taoch ra Iwekei. In der Nähe befinden sich große Bauxit-Minen.

## Klima
Das Klima ist tropisch heiß, wird jedoch von ständig wehenden Winden gemäßigt. Ebenso wie die anderen Orte von Palau wird Ngetbong gelegentlich von Zyklonen heimgesucht.